# 浜名敏幸
浜名 敏幸（はまな としゆき、1956年6月17日 - ）は、大分県出身の元プロ野球選手。投手、右投げ右打ち、180cm、75kg。
ドラフト指名時の名前は浜名 繁幸だったが、入団契約締結時に敏幸に改名した。

## 来歴
1972年に大分県立臼杵商業高等学校に入学。1974年、最後の夏は大分県予選準々決勝で、渡辺光弘の大分県立中津工業高等学校に1-2で敗退し、在学中の甲子園大会出場はなかった。
この秋のドラフト会議で、南海ホークスから3位指名を受け、1975年に入団。なお、前述の渡辺も翌年に南海に入団している。
入団時は本格派でカーブ、シュートが武器の速球派投手であったが、1977年下手投げにモデルチェンジ。1979年シーズンをもって引退し、翌年から打撃投手に転向。1982年シーズン限りで退団した。

## 詳細情報

### 年度別投手成績
- 一軍公式戦出場なし

### 背番号
- 53（1975年 - 1979年）
- 66（1980年 - 1982年）